# Station Brande
Station Brande is een station in Brande, Denemarken en ligt aan de lijn Holstebro - Vejle. Voorheen lag het ook aan de lijn Langå - Bramming.